# Hieracium gymnocentrum
Hieracium gymnocentrum es una especie de planta con flor del género Hieracium, de la familia Asteraceae, orden Asterales.

## Distribución
Hieracium gymnocentrum se distribuye por Suecia.

## Taxonomía
Fue descrita científicamente por Dahlst. ex Johanss.
Tratamiento taxonómico
La especie aparece registrada y publicada en Ark. Bot.